# Oberau
Oberau település Németországban, azon belül Bajorországban. Lakosainak száma 3109 fő (2023. december 31.).

## Népesség
A település népessége az elmúlt években az alábbi módon változott:
| Lakosok száma | 169  | 1907 | 2500 | 2599 | 3076 | 3111 | 3267 | 3302 | 3135 | 3109 |
|               | 1875 | 1950 | 1975 | 1987 | 2012 | 2014 | 2016 | 2017 | 2021 | 2023 |